# 2000-es sakkolimpia
A 34. nyílt és 19. női sakkolimpiát 2000. október 28. és november 12. között rendezték meg Törökországban, Isztambulban. A versenyen nyílt és női kategóriában indulhattak a nevező országok csapatai. A verseny helyszíne The Istanbul Convention & Exhibition Centre (Rumeli Fair). Az eseményen részt vevő csapatok és versenyzők száma mindkét kategóriában rekord volt a sakkolimpiák történetében.
A címvédő a nyílt kategóriában Oroszország, míg a nőknél Kína válogatottja volt. A nyílt versenyt – immár sorban ötödször – a címvédő orosz csapat nyerte, míg a női versenyen második alkalommal szerezte meg a bajnoki címet Kína csapata.
Magyarország válogatottját a rutinos idősebbek, az olimpiai bajnoki címmel rendelkező Portisch Lajos és Sax Gyula, valamint a nők között már szintén olimpiai bajnok Polgár Judit mellett a nagyon tehetséges fiatal Lékó Péter, Almási Zoltán és Ruck Róbert alkotta. Az átlag Élő-pontszám alapján a magyarok az orosz és az angol csapat mögött a 3. helyre voltak rangsorolva, a versenyen elért holtversenyes 3–4. helyezésükkel a papírformát igazolva teljesítettek, és csak a Buchholz-számítás alapján kerültek a 4. helyre. A női csapat az előzetes erősorrend alapján a 8. helyre volt sorolva, ők az előzetes várakozást teljesítve a 7. helyen végeztek.
Ezen az olimpián fordult elő először, hogy két nő is szerepelt az erősorrend szerint első hét helyre rangsorolt csapatokban. Polgár Judit már nem először játszott a magyar válogatottban, míg a későbbi női világbajnok bolgár Antoaneta Sztefanova is helyett kapott a férfiak között.

## A verseny résztvevői
A nyílt versenyre 126 csapat 768 versenyzője nevezett, köztük 197 nemzetközi nagymester és 155 nemzetközi mester. A női versenyen 86 csapatban 338 fő vett részt, köztük 2 nemzetközi nagymester és 12 nemzetközi mester, valamint 44 női nemzetközi nagymester és 65 női nemzetközi mester.

## A verseny menete
A nyílt és a női verseny egymástól külön, 14 fordulós svájci rendszerben került megrendezésre. A nyílt versenyben a csapatok 6 főt nevezhettek, akik közül egy-egy fordulóban négyen játszottak, a női versenyben 4 fő nevezésére volt lehetőség, akik közül egyidőben hárman játszhattak. A csapatot alkotó versenyzők között előzetesen fel kellett állítani az erősorrendet, és azt meg kellett adni a versenybíróknak. A leadott erősorrendnek nem kell megegyeznie a versenyzők Élő-értékszámának sorrendjével. Az egyes fordulókban ennek az erősorrendnek a figyelembe vételével alkotnak párokat az egymással játszó csapatok.
Az egyes játszmákban a játékosoknak fejenként 100 perc alatt 40 lépést kellett megtenni, majd a következő 20 lépésre 50 percük volt, ha a játszma még nem fejeződött be, akkor ezt követően a játékosoknak még 10–10  perc állt rendelkezésükre a játszma befejezéséig úgy, hogy ez idő alatt lépésenként még 30 másodperc többletidőt kaptak.
A csapatok pontszámát az egyes játékosok által elért eredmények összege adja. Egy játszmában a győzelemért 1 pont, a döntetlenért fél pont jár. A végeredmény, a csapatpontszám az így szerzett pontok alapján kerül meghatározásra.
Az olimpiai kiírás szerint holtverseny esetén elsődlegesen a Buchholz-számítás döntött. Ennek egyenlősége esetén a csapatpontszámokat vették figyelembe oly módon, hogy egy csapatgyőzelem 2 pontot, a döntetlen 1 pontot ért.

## A nyílt verseny
Az orosz válogatottban az első táblán a FIDE-világbajnok Alekszandr Halifman játszott, ennek érdekessége, hogy a második és harmadik táblás orosz versenyző is magasabb Élő-pontszámmal rendelkezett nála. Oroszország válogatottja két csapattól is, a magyartól és a bolgártól minimális arányú vereséget szenvedett, de ezzel együtt is biztosan védte meg bajnoki címét. A második helyet – meglepetésre – az előzetesen mindössze csak a 12. helyre rangsorolt német válogatott szerezte meg.  A 3–4. helyen holtverseny alakult ki Ukrajna és Magyarország csapata között, és a Buchholz-számítás az ukrán csapatnak kedvezett.

### A verseny végeredménye
| H. | Ország       | Pont | Buchholz | CsP | +  | = | - |
| -- | ------------ | ---- | -------- | --- | -- | - | - |
| 1  | Oroszország  | 38   | 457,5    | 20  | 8  | 4 | 2 |
| 2  | Németország  | 37   | 455,5    | 22  | 10 | 2 | 2 |
| 3  | Ukrajna      | 35½  | 457,5    | 21  | 8  | 5 | 1 |
| 4  | Magyarország | 35½  | 455,5    | 21  | 8  | 5 | 1 |
| 5  | Izrael       | 34½  | 463,5    | 20  | 7  | 6 | 1 |
| 6  | Grúzia       | 34   | 442,5    | 18  | 7  | 4 | 3 |
| 7  | Anglia       | 33   | 441,5    | 20  | 7  | 6 | 1 |
| 8  | India        | 33   | 440,5    | 18  | 7  | 4 | 3 |
| 9  | Kína         | 33   | 439,5    | 19  | 7  | 5 | 2 |
| 10 | Svájc        | 33   | 432,5    | 16  | 7  | 2 | 5 |

### Egyéni érmesek
Egyénileg táblánként a három legjobb százalékot elért versenyző kapott érmet, rajtuk kívül egyéni érmet kapott a teljes mezőnyt figyelembe véve a három legjobb teljesítményértéket elért játékos. Holtverseny esetén a jobb teljesítményértéket elért versenyzőt sorolták előre.

#### Teljesítményérték alapján
|           | Versenyző             | Ország      | Élő-p. | Telj.érték |
| --------- | --------------------- | ----------- | ------ | ---------- |
| Aranyérem | Alekszandr Morozevics | Oroszország | 2734   | 2804       |
| Ezüstérem | Veszelin Topalov      | Bulgária    | 2707   | 2797       |
| Bronzérem | Rustem Dautov         | Németország | 2603   | 2788       |

#### Első tábla
|           | Versenyző             | Ország      | Pont | Játszma | Százalék |
| --------- | --------------------- | ----------- | ---- | ------- | -------- |
| Aranyérem | Utut Adianto          | Indonézia   | 7½   | 9       | 83,3     |
| Ezüstérem | Amon Simutowe         | Zambia      | 8    | 10      | 80       |
| Bronzérem | Rusztam Kaszimdzsanov | Üzbegisztán | 9½   | 12      | 79,2     |

#### Második tábla
|           | Versenyző             | Ország      | Pont | Játszma | Százalék |
| --------- | --------------------- | ----------- | ---- | ------- | -------- |
| Aranyérem | Ruszlan Ponomarjov    | Ukrajna     | 8½   | 11      | 77,3     |
| Ezüstérem | Kevin Spraggett       | Kanada      | 9    | 12      | 75       |
| Bronzérem | Alekszandr Morozevics | Oroszország | 7½   | 10      | 75       |

#### Harmadik tábla
|           | Versenyző           | Ország          | Pont | Játszma | Százalék |
| --------- | ------------------- | --------------- | ---- | ------- | -------- |
| Aranyérem | Dragoljub Jacimović | Észak-Macedónia | 7    | 9       | 77,8     |
| Ezüstérem | Oswaldo Zambrana    | Bolívia         | 7    | 9       | 77,8     |
| Bronzérem | Rustem Dautov       | Németország     | 8½   | 11      | 77,3     |

#### Negyedik tábla
|           | Versenyző        | Ország        | Pont | Játszma | Százalék |
| --------- | ---------------- | ------------- | ---- | ------- | -------- |
| Aranyérem | Ashot Anastasian | Örményország  | 9    | 12      | 75       |
| Ezüstérem | Marcel Mannhart  | Liechtenstein | 9    | 12      | 75       |
| Bronzérem | Bartosz Soćko    | Lengyelország | 8    | 11      | 72,7     |

#### Ötödik játékos (első tartalék)
|           | Versenyző               | Ország                  | Pont | Játszma | Százalék |
| --------- | ----------------------- | ----------------------- | ---- | ------- | -------- |
| Aranyérem | Taleb Moussa            | Egyesült Arab Emírségek | 6    | 7       | 85,7     |
| Ezüstérem | Hamid Mansour Ali Kadhi | Jemen                   | 6½   | 8       | 81,3     |
| Bronzérem | Zulzaga Byambaa         | Mongólia                | 5½   | 7       | 78,6     |

#### Hatodik játékos (második tartalék)
|           | Versenyző           | Ország      | Pont | Játszma | Százalék |
| --------- | ------------------- | ----------- | ---- | ------- | -------- |
| Aranyérem | Alekszej Barsov     | Üzbegisztán | 5½   | 7       | 78,6     |
| Ezüstérem | Dawit Wondimu       | Etiópia     | 5½   | 7       | 78,6     |
| Bronzérem | Alekszandr Griscsuk | Oroszország | 7½   | 10      | 75       |

### A magyar eredmények
| Forduló                            | Ellenfél                           | Lékó Péter 2748          | Lékó Péter 2748 | Almási Zoltán 2668         | Almási Zoltán 2668 | Polgár Judit 2656    | Polgár Judit 2656 | Portisch Lajos 2573 | Portisch Lajos 2573 | Sax Gyula 2557            | Sax Gyula 2557 | Ruck Róbert 2526 | Ruck Róbert 2526 | Pont |
| ---------------------------------- | ---------------------------------- | ------------------------ | --------------- | -------------------------- | ------------------ | -------------------- | ----------------- | ------------------- | ------------------- | ------------------------- | -------------- | ---------------- | ---------------- | ---- |
| 1                                  | Egyesült Arab Emírségek            |                          |                 | Moussa O. 2418             | 1                  | Majid 2287           | 1                 |                     |                     | Saleh 2364                | 1              | Abdullah 2278    | 1                | 4    |
| 2                                  | Mianmar                            |                          |                 | Zaw Win Lay 2578           | 1                  | Aung Aung 2520       | 1                 | Mynn Htoo 2537      | 1                   | Htun Lynn Kyaw 2475       | 1              |                  |                  | 4    |
| 3                                  | Oroszország                        | Alekszandr Halifman 2658 | 1               | Alekszandr Morozevics 2734 | ½                  | Peter Szvidler 2695  | ½                 |                     |                     | Rublevszki 2653           | ½              |                  |                  | 2½   |
| 4                                  | Németország                        | Juszupov 2610            | ½               | Hübner 2606                | ½                  | Dautov 2603          | 0                 | Luther 2538         | 0                   |                           |                |                  |                  | 1    |
| 5                                  | India                              | Sasikiran 2594           | 1               | Kunte 2538                 | 0                  |                      |                   |                     |                     | Harikrisna 2506           | ½              | Prasad 2435      | ½                | 2    |
| 6                                  | Csehország                         | Movsesian 2666           | ½               |                            |                    | Hráček 2604          | 1                 | Babula 2569         | 1                   | Polák 2510                | ½              |                  |                  | 3    |
| 7                                  | Ukrajna                            | Vaszil Ivancsuk 2716     | 0               | Eingorn 2588               | ½                  | Romanyisin 2602      | ½                 | Malakhatko 2571     | 1                   |                           |                |                  |                  | 2    |
| 8                                  | Izrael                             | Gelfand 2683             | ½               |                            |                    | Smirin 2674          | 1                 |                     |                     | Avrukh 2625               | 0              | Huzman 2574      | ½                | 2    |
| 9                                  | Franciaország                      | Nataf 2526               | 1               | Degraeve 2540              | 0                  | Fressinet 2536       | 1                 | Apicella 2506       | 1                   |                           |                |                  |                  | 3    |
| 10                                 | Amerikai Egyesült Államok          | Seirawan 2647            | 1               |                            |                    | Shabalov 2599        | ½                 | Kaidanov 2619       | ½                   |                           |                | De Firmian 2567  | 0                | 2    |
| 11                                 | Örményország                       | Vaganian 2627            | ½               | Lputian 2610               | ½                  | Anastasian 2558      | 1                 | Asrian 2574         | ½                   |                           |                |                  |                  | 2½   |
| 12                                 | Bulgária                           | Veszelin Topalov 2707    | ½               | Georgiev Ki. 2674          | ½                  | Delchev 2548         | 1                 |                     |                     | Antoaneta Sztefanova 2489 | ½              |                  |                  | 2½   |
| 13                                 | Hollandia                          | Van Wely 2643            | ½               | Piket 2640                 | 1                  | Van der Sterren 2569 | 1                 | Nijboer 2537        | ½                   |                           |                |                  |                  | 3    |
| 14                                 | Szlovénia                          | Beliavsky 2629           | ½               | Mihaljčišin 2544           | ½                  | Pavasovič 2504       | ½                 | Sermek 2524         | ½                   |                           |                |                  |                  | 2    |
| Szerzett pontszám (Játszmák száma) | Szerzett pontszám (Játszmák száma) | 7½ (12)                  | 7½ (12)         | 6 (11)                     | 6 (11)             | 10 (13)              | 10 (13)           | 6 (9)               | 6 (9)               | 4 (7)                     | 4 (7)          | 2 (4)            | 2 (4)            |      |
| Teljesítményérték                  | Teljesítményérték                  | 2737                     | 2737            | 2624                       | 2624               | 2772                 | 2772              | 2678                | 2678                | 2567                      | 2567           | 2464             | 2464             |      |

## Női verseny
A női versenyben az átlagos Élő-pontszámot tekintve a címvédő Kína kimagaslott a mezőnyből, a második és harmadik helyre rangsorolt Grúzia és Oroszország azonos átlagpontszámmal követte a kínai csapatot. A kínaiaknál az első táblán a regnáló világbajnok Hszie Csün, a másodikon és a harmadikon két későbbi világbajnok, Csu Csen és Hszü Jü-hua játszott. A grúzoknál az exvilágbajnok Maia Csiburdanidze szerepelt az első táblán.
Kína magabiztosan, az egész versenyen mindössze egy játszmát veszítve védte meg olimpiai bajnoki címét, a második helyen Grúzia, a harmadik helyen tőlük leszakadva Oroszország végzett. A magyar női csapat az előzetes erősorrend alapján a 8. helyre volt sorolva, az előzetes várakozásnak megfelelve a 7–9. helyen, a Buchholz-számítás szerint a 7. helyen végeztek.

### A női verseny végeredménye
Az első 10 helyezett:
| #  | Ország       | Pont | Buchholz | CsP | +  | = | - |
| -- | ------------ | ---- | -------- | --- | -- | - | - |
| 1  | Kína         | 32   | 347,0    | 24  | 10 | 4 | 0 |
| 2  | Grúzia       | 31   | 350,5    | 24  | 11 | 2 | 1 |
| 3  | Oroszország  | 28½  | 353,5    | 20  | 8  | 4 | 2 |
| 4  | Ukrajna      | 27   | 349,0    | 19  | 7  | 5 | 2 |
| 5  | Jugoszlávia  | 26   | 354,0    | 17  | 8  | 1 | 5 |
| 6  | Hollandia    | 25½  | 353,0    | 17  | 6  | 5 | 3 |
| 7  | Magyarország | 25   | 342,0    | 17  | 6  | 5 | 3 |
| 8  | Németország  | 25   | 333,5    | 19  | 7  | 5 | 2 |
| 9  | Anglia       | 25   | 325,5    | 17  | 8  | 1 | 5 |
| 10 | Örményország | 24½  | 333,0    | 18  | 8  | 2 | 4 |

### Egyéni érmesek
A mezőny egészét figyelembe elért teljesítményérték, valamint a táblánkénti százalékos eredmény alapján állapították meg az egyéni érmesek sorrendjét.

#### Teljesítményérték alapján
|           | Versenyző         | Ország      | Élő-p. | Telj.érték |
| --------- | ----------------- | ----------- | ------ | ---------- |
| Aranyérem | Csu Csen          | Kína        | 2539   | 2641       |
| Ezüstérem | Alisza Galljamova | Oroszország | 2526   | 2617       |
| Bronzérem | Nino Kurtshidze   | Grúzia      | 2418   | 2612       |

#### Első tábla
|           | Versenyző                | Ország   | Pont | Játszma | Százalék |
| --------- | ------------------------ | -------- | ---- | ------- | -------- |
| Aranyérem | Viktorija Čmilytė        | Litvánia | 9½   | 12      | 79,2     |
| Ezüstérem | Subbaraman Vijayalakshmi | India    | 11   | 14      | 78,6     |
| Bronzérem | Hszie Csün               | Kína     | 8½   | 11      | 77,3     |

#### Második tábla
|           | Versenyző             | Ország | Pont | Játszma | Százalék |
| --------- | --------------------- | ------ | ---- | ------- | -------- |
| Aranyérem | Csu Csen              | Kína   | 9    | 11      | 81,8     |
| Ezüstérem | Eman Hassane Al-Rufei | Irak   | 8    | 10      | 80       |
| Bronzérem | Nana Ioszeliani       | Grúzia | 9    | 12      | 75       |

#### Harmadik tábla
|           | Versenyző             | Ország  | Pont | Játszma | Százalék |
| --------- | --------------------- | ------- | ---- | ------- | -------- |
| Aranyérem | Nino Khurtsidze       | Grúzia  | 11   | 13      | 84,6     |
| Ezüstérem | Winnie Lee Wing Yan   | Makaó   | 7½   | 9       | 83,3     |
| Bronzérem | Rocio Vásquez Ramírez | Ecuador | 10   | 13      | 76,9     |

#### Negyedik játékos (tartalék)
|           | Versenyző          | Ország       | Pont | Játszma | Százalék |
| --------- | ------------------ | ------------ | ---- | ------- | -------- |
| Aranyérem | Ghaby El-Zahira    | Marokkó      | 6½   | 7       | 92,9     |
| Aranyérem | Laura Moylan       | Ausztrália   | 8    | 9       | 88,9     |
| Bronzérem | Zeinab Mamedjarova | Azerbajdzsán | 7    | 8       | 87,5     |

### A magyar eredmények
| Forduló                            | Ellenfél                           | Mádl Ildikó 2418       | Mádl Ildikó 2418 | Lakos Nikoletta 2327    | Lakos Nikoletta 2327 | Grábics Mónika 2363  | Grábics Mónika 2363 | Gara Anita 2291  | Gara Anita 2291 | Pont |
| ---------------------------------- | ---------------------------------- | ---------------------- | ---------------- | ----------------------- | -------------------- | -------------------- | ------------------- | ---------------- | --------------- | ---- |
| 1                                  | Venezuela                          | Sánchez Castillo 2093  | 1                | Blanco Acevedo 2030     | 1                    | Martínez Aleidi 2181 | 1                   |                  |                 | 3    |
| 2                                  | Litvánia                           | Viktorija Čmilytė 2335 | 0                | Varniené 2190           | ½                    |                      |                     | Batyté 2164      | 1               | 1½   |
| 3                                  | Lettország                         | Reizniece 2275         | ½                | Voronova 2278           | 0                    | Ungure 2119          | 1                   |                  |                 | 1½   |
| 4                                  | Észtország                         | Tsõganova 2225         | 1                |                         |                      | Fomina 2266          | 0                   | Pärnpuu 2227     | ½               | 1½   |
| 5                                  | Mongólia                           |                        |                  | Batceceg 2237           | 1                    | Mongontuul 2110      | ½                   | Anchimeg 2139    | 1               | 2½   |
| 6                                  | Lengyelország                      | Soćko 2403             | 1                | Radziewicz 2379         | ½                    |                      |                     | Dworakowska 2371 | ½               | 2    |
| 7                                  | Oroszország                        | Galljamova 2526        | 0                | Kovalevszkaja 2475      | ½                    | Matveeva 2440        | ½                   |                  |                 | 1    |
| 8                                  | Ausztria                           | Moser 2332             | ½                | Sommer 2054             | ½                    |                      |                     | Krasser 2061     | ½               | 1½   |
| 9                                  | Azerbajdzsán                       | Alieva 2240            | 1                |                         |                      | Shukorova 2255       | ½                   | Mamedjarova 2173 | 1               | 2½   |
| 10                                 | Jugoszlávia                        | Marić 2443             | ½                | Bojković 2420           | 0                    |                      |                     | Prudnikova 2428  | ½               | 1    |
| 11                                 | Szlovákia                          | Pokorná 2363           | 1                |                         |                      | Hagarová 2321        | ½                   | Mrvová 2231      | 1               | 2½   |
| 12                                 | Grúzia                             |                        |                  | Maia Csiburdanidze 2545 | ½                    | Ioszeliani 2476      | 0                   | Khurtsidze 2418  | ½               | 1    |
| 13                                 | Amerikai Egyesült Államok          | Hahn 2257              | ½                | Shahade 2238            | 1                    |                      |                     | Epstein 2224     | ½               | 2    |
| 14                                 | Kína                               | Csu Csen 2539          | ½                | Hszü Jü Hua 2505        | ½                    |                      |                     | Wang Lei 2498    | ½               | 1½   |
| Szerzett pontszám (Játszmák száma) | Szerzett pontszám (Játszmák száma) | 7½ (12)                | 7½ (12)          | 6 (11)                  | 6 (11)               | 4 (8)                | 4 (8)               | 7½ (11)          | 7½ (11)         |      |
| Teljesítményérték                  | Teljesítményérték                  | 2431                   | 2431             | 2341                    | 2341                 | 2271                 | 2271                | 2400             | 2400            |      |

## A Nona Gaprindasvili trófea
A Nona Gaprindasvili trófeát az az ország kapja, amelynek csapatai a nyílt és a női versenyen átlagban a legjobb helyezést érték el.
| Hely. | Nemzet       | Helyezés nyílt | Helyezés női | Átlag |
| ----- | ------------ | -------------- | ------------ | ----- |
|       | Oroszország  | 1              | 3            | 2     |
|       | Ukrajna      | 3              | 4            | 3,5   |
|       | Grúzia       | 6              | 2            | 4     |
| 4–5   | Kína         | 9              | 1            | 5     |
| 4–5   | Németország  | 2              | 8            | 5     |
| 6     | Magyarország | 4              | 7            | 5,5   |